# Halálozások 1991-ben
Ez a szócikk az 1991-es évben elhunyt nevezetes személyeket sorolja fel.

## December
| Dátum        | Név                           | Foglalkozás / tisztség                                                                               | Kor | Forrás |
| ------------ | ----------------------------- | --- | --- | ------ |
| december 31. | Szabó Vladimir                | magyar festő, grafikus                                                                               | 086 | –      |
| december 28. | Morvay Lajos                  | asztaliteniszező, labdarúgó, csatár                                                                  | 056 | –      |
| december 28. | Cassandra Harris              | ausztrál színésznő                                                                                   | 043 |        |
| december 27. | Hervé Guibert                 | francia író, újságíró, fotográfus                                                                    | 036 |        |
| december 26. | Hornok László                 | magyar kertészmérnök, egyetemi oktató                                                                | 050 | –      |
| december 26. | Gustav Neidlinger             | német bassz-bariton énekes                                                                           | 081 | –      |
| december 25. | Curt Bois                     | német színész                                                                                        | 090 |        |
| december 25. | Tollas Júlia                  | erdélyi magyar grafikus és festő                                                                     | 080 | –      |
| december 24. | Maria Àngels Cardona i Florit | katalán biológus és ökológus                                                                         | 051 |        |
| december 22. | Turós Emil                    | mesterszakács, szakíró                                                                               | 085 | –      |
| december 22. | Hans Edmund Wolters           | német ornitológus                                                                                    | 076 | –      |
| december 20. | Gagyi László                  | romániai magyar író                                                                                  | 081 | –      |
| december 20. | Walter Chiari                 | olasz színész                                                                                        | 067 | –      |
| december 19. | Kurt Horedt                   | erdélyi szász őstörténész, régész                                                                    | 077 |        |
| december 19. | Szűcs György (labdarúgó)      | világbajnoki ezüstérmes labdarúgó, edző                                                              | 079 |        |
| december 18. | George Abecassis              | angol autóversenyző                                                                                  | 078 | –      |
| december 17. | Jan Hendriks                  | német színész                                                                                        | 063 |        |
| december 16. | Vas István                    | író, költő                                                                                           | 081 | –      |
| december 16. | Valkó Gyula                   | magyar hivatásos katona, ejtőernyős sportoló                                                         | 061 | –      |
| december 16. | Mózes Magda                   | magyar orvos, laboratóriumi főorvos, orvosi szakíró, Mózes Pál testvére                              | 068 | –      |
| december 16. | Tamási Eszter                 | tévébemondó, műsorvezető, színésznő                                                                  | 053 | –      |
| december 15. | Vaszilij Grigorjevics Zajcev  | második világháborús szovjet katona                                                                  | 076 |        |
| december 14. | Köteles Pál                   | erdélyi magyar író, publicista                                                                       | 064 | –      |
| december 12. | Eleanor Boardman              | amerikai színésznő                                                                                   | 093 |        |
| december 9.  | Olga Nyikolajevna Bondareva   | szovjet-orosz matematikus                                                                            | 054 | –      |
| december 9.  | Gisèle Celan-Lestrange        | francia festő és grafikus                                                                            | 064 |        |
| december 9.  | Clementina Suárez             | hondurasi költő                                                                                      | 089 |        |
| december 6.  | Aczél György                  | politikus                                                                                            | 074 | –      |
| december 6.  | Richard Stone                 | Közgazdasági Nobel-emlékdíjas brit közgazdász                                                        | 078 |        |
| december 5.  | Roy Welensky                  | mozdonymérnök, afrikai politikus, a Közép-afrikai Föderáció második és egyben utolsó miniszterelnöke | 084 | –      |
| december 2.  | Tita Duran                    | Fülöp-szigeteki színésznő                                                                            | 062 | –      |
| december 2.  | Kalocsay Miklós               | magyar színész                                                                                       | 041 | –      |
| december 2.  | Tatay Sándor                  | író                                                                                                  | 081 | –      |
| december 1.  | Koha Csaba                    | mesterszakács, sportvezetője volt a jászberényi Lehel SC jégkorong szakosztálynak                    | 045 | –      |
| december 1.  | Lengyeltóti János             | néptanító, népművelő                                                                                 | 081 | –      |
| december 1.  | George Stigler                | Közgazdasági Nobel-emlékdíjas amerikai közgazdász                                                    | 080 |        |

## November
| Dátum        | Név                           | Foglalkozás / tisztség                                                                     | Kor | Forrás                                                          |
| ------------ | ----------------------------- | ------------------------------------------------------------------------------------------ | --- | --------------------------------------------------------------- |
| november 30. | Rosenfeld Tibor               | orvos                                                                                      | 077 |                                                                 |
| november 29. | Ralph Bellamy                 | amerikai színész                                                                           | 087 |                                                                 |
| november 29. | Mihálka György                | magyar esszéíró, műfordító                                                                 | 049 |                                                                 |
| november 27. | Hadics László                 | magyar színész                                                                             | 064 | –                                                               |
| november 25. | Terence Morrison-Scott        | brit zoológus, a londoni Natural History Museum igazgatója                                 | 083 | –                                                               |
| november 24. | Eric Carr                     | amerikai zenész (Kiss)                                                                     | 041 | –                                                               |
| november 24. | Freddie Mercury               | brit énekes és zenész (Queen)                                                              | 045 |                                                                 |
| november 23. | Klaus Kinski                  | német színész, rendező                                                                     | 065 |                                                                 |
| november 21. | Tuba István                   | földműves, MÁV-alkalmazott, a Demokrata Néppárt országgyűlési képviselője                  | 070 | –                                                               |
| november 21. | Hans Julius Zassenhaus        | német matematikus, az absztrakt algebra kutatója, a számítógépes algebra egyik úttörője    | 079 | –                                                               |
| november 20. | Antun Stipančić               | jugoszláv-horvát világbajnok asztaliteniszező                                              | 042 |                                                                 |
| november 19. | Reggie Nalder                 | osztrák színész                                                                            | 084 |                                                                 |
| november 18. | Gustáv Husák                  | szlovák kommunista politikus                                                               | 078 | –                                                               |
| november 18. | G. Tóth Péter                 | válogatott labdarúgó, csatár, balösszekötő, balszélső                                      | 078 | –                                                               |
| november 18. | Alekszej Trjosnyikov          | szovjet-orosz geográfus, oceanográfus, sarkkutató                                          | 077 |                                                                 |
| november 18. | Eugen York                    | német forgatókönyvíró és filmrendező                                                       | 078 |                                                                 |
| november 17. | Kelly Jean Van Dyke           | amerikai színésznő, pornószínésznő                                                         | 033 | –                                                               |
| november 14. | Tony Richardson               | angol színházi- és filmrendező                                                             | 063 |                                                                 |
| november 13. | Grasselly Gyula               | geokémikus, mineralógus, a földtudomány doktora, a Magyar Tudományos Akadémia rendes tagja | 071 | –                                                               |
| november 12. | Gabriele Tinti                | olasz színész                                                                              | 059 |                                                                 |
| november 11. | Nellie Halstead               | olimpiai bronzérmes (1932) brit rövidtávfutó                                               | 081 |                                                                 |
| november 10. | Montserrat Roig i Fransitorra | katalán író, esszéista, riporter                                                           | 045 |                                                                 |
| november 9.  | Yves Montand                  | francia filmszínész, sanzonénekes                                                          | 070 | –                                                               |
| november 8.  | Charlotte Moorman             | amerikai csellista és performanszművész                                                    | 057 |                                                                 |
| november 8.  | Naftali Zoltán                | orvos, sebész, orvosi szakíró                                                              | 073 | –                                                               |
| november 7.  | Makai Péter                   | a Magyar Állami Operaház rendezője, díszlet- és jelmeztervezője volt több mint 30 éven át  | 058 | –                                                               |
| november 6.  | Harriet Bland                 | olimpiai bajnok amerikai atléta                                                            | 076 |                                                                 |
| november 4.  | Bágya András                  | magyar zeneszerző                                                                          | 080 | –                                                               |
| november 3.  | Roman Wilhelmi                | lengyel színész (A négy páncélos és a kutya)                                               | 055 | Archiválva 2022. szeptember 29-i dátummal a Wayback Machine-ben |
| november 2.  | Irwin Allen                   | amerikai filmproducer                                                                      | 075 |                                                                 |
| november 2.  | Hannes Messemer               | német színész                                                                              | 067 |                                                                 |
| november 2.  | Mort Shuman                   | amerikai énekes, zenész, dalszerző                                                         | 052 |                                                                 |

## Október
| Dátum       | Név                   | Foglalkozás / tisztség                                                                        | Kor | Forrás |
| ----------- | --------------------- | --------------------------------------------------------------------------------------------- | --- | ------ |
| október 29. | Kristóf Sarolta       | pedagógus, tankönyvíró, műfordító                                                             | 081 | –      |
| október 29. | Mario Scelba          | olasz politikus, miniszterelnök (1954–1955)                                                   | 090 |        |
| október 27. | Andrzej Panufnik      | lengyel zeneszerző, zongoraművész, karmester és zenepedagógus                                 | 077 | –      |
| október 24. | Gene Roddenberry      | amerikai forgatókönyvíró                                                                      | 070 |        |
| október 23. | Július Torma          | magyar születésű csehszlovák olimpiai bajnok ökölvívó, edző                                   | 069 |        |
| október 20. | Fedák László          | amerikai forgatókönyvíró                                                                      | 080 |        |
| október 20. | Szécsi András         | erdélyi magyar festőművész                                                                    | 057 |        |
| október 18. | Triznya Mátyás        | festő, díszletfestő, látványtervező, operatőr                                                 | 069 | –      |
| október 17. | Tennessee Ernie Ford  | amerikai színész és énekes                                                                    | 072 |        |
| október 16. | Ole Beich             | dán gitáros és basszusgitáros                                                                 | 036 | –      |
| október 13. | Daniel Oduber Quirós  | Costa Rica-i politikus, köztársasági elnök (1974–1978)                                        | 070 |        |
| október 12. | Aline MacMahon        | amerikai színésznő                                                                            | 092 |        |
| október 12. | Arkagyij Sztrugackij  | szovjet (orosz) tudományos-fantasztikus író                                                   | 066 | –      |
| október 10. | Adrien Ries           | luxemburgi jogász, közgazdász                                                                 | 058 |        |
| október 3.  | Tóth Tibor            | antropológus, igazgató, a biológiatudományok akadémiai doktora, a keleti magyarok felfedezője | 062 | –      |
| október 2.  | Maria Aurèlia Capmany | katalán író, drámaíró                                                                         | 073 |        |

## Szeptember
| Dátum          | Név                               | Foglalkozás / tisztség                                                        | Kor | Forrás |
| -------------- | --------------------------------- | ----------------------------------------------------------------------------- | --- | ------ |
| szeptember 30. | Simon Zoltán                      | zeneszerző, karmester, több évtizeden át a Nemzeti Színház zenei vezetője     | 071 | –      |
| szeptember 28. | Miles Davis                       | dzsessz-trombitás, zeneszerző, zenekarvezető                                  | 065 | –      |
| szeptember 27. | Oona O'Neill                      | amerikai színésznő, Eugene O’Neill lánya, Charlie Chaplin felesége            | 066 |        |
| szeptember 26. | Helmut Kohl                       | osztrák nemzetközi labdarúgó-játékvezető                                      | 048 | –      |
| szeptember 26. | Billy Vaughn                      | amerikai énekes, zenész, koncertmester                                        | 072 |        |
| szeptember 25. | Klaus Barbie                      | német háborús bűnös                                                           | 077 | –      |
| szeptember 25. | Viviane Romance                   | francia színésznő, táncosnő                                                   | 079 | [ 1 ]  |
| szeptember 24. | Dr. Seuss                         | német származású amerikai író, karikaturista                                  | 087 | –      |
| szeptember 23. | Harriet Hammond                   | amerikai színésznő                                                            | 091 |        |
| szeptember 22. | Tino Casal                        | spanyol énekes, zeneszerző, festő, szobrász                                   | 041 |        |
| szeptember 22. | Durga Khote                       | indiai színésznő                                                              | 086 |        |
| szeptember 22. | Paul Henry Lang                   | magyar származású amerikai zenetudós                                          | 090 |        |
| szeptember 21. | Belső Gyula                       | kereszténydemokrata politikus                                                 | 073 | –      |
| szeptember 20. | Sütő Irén                         | magyar színésznő, érdemes művész                                              | 065 | –      |
| szeptember 19. | Lydia Cabrera                     | kubai antropológus                                                            | 092 |        |
| szeptember 16. | Lukács László                     | magyar sportújságíró                                                          | 076 | –      |
| szeptember 15. | Luis Miró                         | katalán labdarúgó                                                             | 078 |        |
| szeptember 13. | Joe Pasternak (Paszternák József) | magyar származású amerikai filmproducer                                       | 089 |        |
| szeptember 10. | Michel Soutter                    | svájci forgatókönyvíró, filmrendező, producer                                 | 059 |        |
| szeptember 9.  | Concetto Lo Bello                 | olasz nemzetközi labdarúgó-játékvezető                                        | 067 | –      |
| szeptember 8.  | Brad Davis                        | amerikai színész                                                              | 041 | –      |
| szeptember 8.  | Alex North                        | amerikai filmzeneszerző                                                       | 080 |        |
| szeptember 7.  | Edwin M. McMillan                 | amerikai fizikus                                                              | 083 | –      |
| szeptember 6.  | Benjamin A. Smith II              | politikus, az USA egykori szenátora 1960–1962 között                          | 076 | –      |
| szeptember 4.  | Charlie Barnet                    | amerikai dzsessz-szaxofonista                                                 | 077 |        |
| szeptember 4.  | Knud Hallest                      | dán színész                                                                   | 082 |        |
| szeptember 4.  | Korompay György                   | építészmérnök, városépítész, elméleti kutató, szakíró                         | 086 | –      |
| szeptember 4.  | Németh Lajos                      | Széchenyi- és Munkácsy Mihály-díjas művészettörténész, az MTA levelező tagja  | 061 | –      |
| szeptember 4.  | Tom Tryon                         | amerikai színész                                                              | 065 |        |
| szeptember 4.  | Dottie West                       | amerikai countryénekesnő                                                      | 058 |        |
| szeptember 3.  | Frank Capra                       | háromszoros Oscar-díjas olasz-amerikai filmrendező, producer, forgatókönyvíró | 094 | –      |
| szeptember 2.  | Arnold Pjatrovics Csarnusevics    | szovjet színekben világbajnok, olimpiai bronzérmes belarusz párbajtőrvívó     | 058 |        |
| szeptember 2.  | František Hanus                   | cseh színész                                                                  | 075 |        |
| szeptember 2.  | Alfonso García Robles             | mexikói Nobel-békedíjas (1982) diplomata                                      | 080 | –      |

## Augusztus
| Dátum         | Név                        | Foglalkozás / tisztség                              | Kor | Forrás |
| ------------- | -------------------------- | --------------------------------------------------- | --- | ------ |
| augusztus 30. | Jean Tinguely              | svájci festő és szobrász                            | 066 |        |
| augusztus 26. | Itaco Nardulli             | olasz színész (Kincses sziget az űrben)             | 016 |        |
| augusztus 23. | Anne Caudry                | francia színésznő                                   | 034 | –      |
| augusztus 23. | Wilhelm Hahnemann          | osztrák és német válogatott osztrák labdarúgó, edző | 077 | –      |
| augusztus 23. | Nemes Nagy Ágnes           | magyar költő, műfordító                             | 069 | –      |
| augusztus 23. | Stewart Springer           | amerikai ichtiológus és herpetológus                | 085 | –      |
| augusztus 22. | Colleen Dewhurst           | kanadai származású amerikai színésznő               | 067 |        |
| augusztus 19. | Henri van Schaik           | olimpiai ezüstérmes (1936) holland lovas            | 092 |        |
| augusztus 18. | Luís Filipe Lindley Cintra | portugál nyelvész                                   | 066 |        |
| augusztus 17. | Marguerite Williams        | amerikai geológus                                   | 095 |        |
| augusztus 16. | Frederic Marès i Deulovol  | katalán szobrász és műgyűjtő                        | 097 |        |
| augusztus 14. | Alberto Crespo             | argentin autóversenyző                              | 071 |        |
| augusztus 8.  | Gladys Hulette             | amerikai színésznő                                  | 095 |        |
| augusztus 8.  | James Irwin                | amerikai űrhajós                                    | 061 | –      |
| augusztus 6.  | Harry Reasoner             | amerikai újságíró és tv-kommentátor                 | 068 |        |
| augusztus 5.  | Honda Szóicsiró            | japán üzletember, a japán autógyártás úttörője      | 084 | –      |

## Július
| Dátum      | Név                   | Foglalkozás / tisztség                  | Kor | Forrás |
| ---------- | --------------------- | --------------------------------------- | --- | ------ |
| július 24. | Borbás Máté           | honvéd vezérőrnagy                      | 075 | –      |
| július 24. | Isaac Bashevis Singer | zsidó-lengyel származású amerikai író   | 088 | –      |
| július 14. | Constance Stokes      | ausztrál festő                          | 085 |        |
| július 8.  | James Franciscus      | amerikai színész                        | 057 |        |
| július 7.  | Suzy Prim             | francia színésznő                       | 094 |        |
| július 1.  | Enzo Cerusico         | olasz színész (Kincses sziget az űrben) | 053 |        |

## Június
| Dátum      | Név                  | Foglalkozás / tisztség                                 | Kor | Forrás |
| ---------- | -------------------- | ------------------------------------------------------ | --- | ------ |
| június 29. | Henri Lefebvre       | francia filozófus, szociológus                         | 090 | [ 2 ]  |
| június 27. | Cynthia Longfield    | brit entomológus                                       | 094 |        |
| június 26. | Vlasta Fabianová     | cseh színésznő                                         | 078 |        |
| június 24. | Rufino Tamayo        | mexikói festő és szobrász                              | 091 |        |
| június 23. | Piero Lulli          | olasz színész                                          | 068 | –      |
| június 23. | Lea Padovani         | olasz színésznő                                        | 070 |        |
| június 23. | Michael Pfleghar     | német filmrendező és producer                          | 058 |        |
| június 20. | Mártonfi Ferenc      | nyelvész, sinológus, koreanológus                      | 046 | –      |
| június 19. | Bakos László         | orvos, reumatológus                                    | 076 |        |
| június 16. | Emmanuel Laroche     | német hettitológus                                     | 077 |        |
| június 15. | William Arthur Lewis | Közgazdasági Nobel-emlékdíjas Saint Lucia-i közgazdász | 076 |        |
| június 14. | Peggy Ashcroft       | angol színésznő                                        | 083 |        |
| június 8.  | Maurice Huet         | olimpiai bajnok francia párbajtőrvívó                  | 072 | –      |
| június 6.  | Stan Getz            | dzsessz-zenész                                         | 064 | –      |
| június 6.  | Ahmed Arîf           | törökországi kurd költő, újságíró                      | 064 |        |
| június 5.  | Barry Kelley         | amerikai színész                                       | 082 |        |
| június 3.  | Anna Margit          | festőművész                                            | 077 | –      |
| június 3.  | Katia Krafft         | francia vulkanológus                                   | 049 |        |

## Május
| Dátum     | Név                | Foglalkozás / tisztség                                                                             | Kor | Forrás |
| --------- | ------------------ | -------------------------------------------------------------------------------------------------- | --- | ------ |
| május 31. | Hans Schwartz      | világbajnoki bronzérmes német labdarúgó                                                            | 078 | –      |
| május 30. | Manolo Gómez Bur   | spanyol színész                                                                                    | 074 |        |
| május 24. | Schay Géza         | kétszeres Kossuth-díjas kémikus, fizikokémikus, vegyészmérnök, egyetemi tanár, az MTA rendes tagja | 090 | –      |
| május 22. | Lino Brocka        | Fülöp-szigeteki filmrendező                                                                        | 052 |        |
| május 21. | Radzsiv Gandhi     | India miniszterelnöke                                                                              | 046 | –      |
| május 21. | Ioan Petru Culianu | román vallás- és kultúrtörténész, író, esszéista                                                   | 041 | –      |
| május 21. | Farkas György      | magyar politikus, helytörténész                                                                    | 083 | –      |
| május 18. | Muriel Box         | brit forgatókönyvíró és filmrendező                                                                | 085 |        |
| május 15. | Gerevich Aladár    | olimpiai és magyar bajnok vívó                                                                     | 081 | –      |
| május 15. | Ronald Lacey       | angol színész (Az elveszett frigyláda fosztogatói)                                                 | 055 |        |
| május 14. | José María Rodero  | spanyol színész                                                                                    | 068 |        |
| május 8.  | Rudolf Serkin      | amerikai zongoraművész                                                                             | 088 |        |
| május 3.  | Jerzy Kosiński     | lengyel-amerikai író                                                                               | 057 |        |
| május 3.  | Joseph Kramm       | Pulitzer-díjas amerikai drámaíró és színész                                                        | 083 |        |
| május 1.  | Jack Cope          | dél-afrikai író, költő                                                                             | 077 |        |
| május 1.  | Mary McAllister    | amerikai színésznő                                                                                 | 081 |        |
| május 1.  | Cesare Merzagora   | olasz politikus, a szenátus elnöke (1953–1967)                                                     | 092 |        |
| május 1.  | Richard Thorpe     | amerikai filmrendező                                                                               | 095 |        |

## Április
| Dátum       | Név                 | Foglalkozás / tisztség                                                                           | Kor | Forrás |
| ----------- | ------------------- | ------------------------------------------------------------------------------------------------ | --- | ------ |
| április 30. | Ghislaine Dommanget | monacói hercegné, francia színésznő                                                              | 090 | –      |
| április 29. | Jackie Searl        | amerikai színész, gyerekszínész                                                                  | 069 |        |
| április 26. | Carmine Coppola     | amerikai zenész, zeneszerző, dalszerző                                                           | 080 |        |
| április 26. | A. B. Guthrie       | Pulitzer-díjas amerikai író, drámaíró, történész                                                 | 090 |        |
| április 26. | Ezio Marano         | olasz színész                                                                                    | 063 | –      |
| április 24. | Máriáss József      | színész                                                                                          | 071 | –      |
| április 20. | Don Siegel          | amerikai filmrendező és producer                                                                 | 078 |        |
| április 20. | Jumdzságín Cedenbal | mongol politikus, a Mongol Forradalmi Néppárt vezetője (1958–1984), az ország elnöke (1974–1984) | 074 |        |
| április 18. | Gabriel Celaya      | spanyol költő                                                                                    | 080 |        |
| április 16. | David Lean          | Oscar-díjas angol filmrendező (Híd a Kwai folyón, Arábiai Lawrence), forgatókönyvíró, producer   | 083 |        |
| április 10. | Kevin Peter Hall    | amerikai színész                                                                                 | 035 | –      |
| április 10. | Natalie Schafer     | amerikai színésznő                                                                               | 090 |        |
| április 8.  | Per Yngve Ohlin     | svéd énekes                                                                                      | 022 | –      |
| április 8.  | Csengey Dénes       | író, politikus                                                                                   | 038 | –      |
| április 3.  | Graham Greene       | angol író                                                                                        | 086 |        |
| április 1.  | Martha Graham       | amerikai táncosnő és koreográfus                                                                 | 096 |        |
| április 1.  | Paulo Muwanga       | ugandai politikus, miniszterelnök (1985), köztársasági elnök (1980)                              | 0?  | –      |

## Március
| Dátum       | Név              | Foglalkozás / tisztség                              | Kor | Forrás          |
| ----------- | ---------------- | --------------------------------------------------- | --- | --------------- |
| március 31. | Pákozdi János    | Jászai Mari-díjas színész, érdemes művész           | 063 |                 |
| március 29. | Guy Bourdin      | francia fotográfus                                  | 062 | —               |
| március 29. | Leo Fender       | hangmérnök, a Fender cég alapítója                  | 081 | —               |
| március 18. | Bitskey Aladár   | Európa-bajnoki ezüstérmes úszó                      | 085 | —               |
| március 16. | Jean Bellette    | ausztrál képzőművész                                | 082 | —               |
| március 15. | Eileen Sedgwick  | amerikai színésznő                                  | 092 |                 |
| március 14. | Howard Ashman    | amerikai költő, drámaíró, színházi rendező          | 040 |                 |
| március 14. | Doc Pomus        | amerikai bluesénekes és dalszerző                   | 066 | [ halott link ] |
| március 13. | Kántás Károly    | geofizikus                                          | 078 | —               |
| március 12. | Ragnar Granit    | Nobel-díjas finn-svéd orvos, fiziológus             | 090 | —               |
| március 12. | William Heinesen | feröeri író                                         | 091 | —               |
| március 11. | Gádoros Lajos    | építész, belsőépítész, bútortervező, egyetemi tanár | 080 | —               |
| március 6.  | Salvo Randone    | olasz színész                                       | 084 |                 |
| március 2.  | Serge Gainsbourg | francia költő, zeneszerző                           | 062 | —               |

## Február
| Dátum       | Név                 | Foglalkozás / tisztség                                           | Kor | Forrás |
| ----------- | ------------------- | ---------------------------------------------------------------- | --- | ------ |
| február 21. | Margot Fonteyn      | angol balett-táncosnő                                            | 071 |        |
| február 21. | Nutan               | indiai színésznő                                                 | 054 |        |
| február 21. | Lévárdi Ferenc      | magyar bányamérnök, nehézipari miniszter (1963–1971)             | 071 |        |
| február 20. | Kenneth H. Jackson  | brit nyelvész                                                    | 081 |        |
| február 12. | Krassó György       | politikus                                                        | 058 | –      |
| február 10. | Marion Roper        | olimpiai bronzérmes (1932) amerikai műugró                       | 080 |        |
| február 9.  | id. Szlávics László | szobrász                                                         | 063 | –      |
| február 8.  | Daphne Jackson      | brit atomfizikus                                                 | 054 | –      |
| február 6.  | Salvador Luria      | Nobel-díjas olasz-amerikai mikrobiológus és molekuláris biológus | 078 |        |
| február 6.  | María Zambrano      | spanyol filozófus, író, irodalomtörténész, esszéíró              | 086 |        |
| február 5.  | Dean Jagger         | amerikai színész                                                 | 087 |        |
| február 4.  | Bartha Károly       | olimpiai bronzérmes (1924) úszó                                  | 083 | –      |
| február 3.  | Nancy Kulp          | amerikai színésznő                                               | 069 |        |
| február 2.  | Natalie Kingston    | amerikai színésznő                                               | 085 |        |
| február 1.  | Carol Dempster      | amerikai színésznő                                               | 089 |        |

## Január
| Dátum      | Név                      | Foglalkozás / tisztség                                      | Kor | Forrás |
| ---------- | ------------------------ | ----------------------------------------------------------- | --- | ------ |
| január 31. | Márcio de Sousa Melo     | brazil katonatiszt, politikus, a katonai junta tagja (1969) | 084 |        |
| január 30. | Josep Ferrater Mora      | katalán író, esszéista, filozófus                           | 078 |        |
| január 30. | John McIntire            | amerikai színész                                            | 083 |        |
| január 28. | Władysław Król           | lengyel jégkorongozó, olimpikon                             | 083 | –      |
| január 26. | Glenn Langan             | amerikai színész                                            | 073 |        |
| január 25. | Bajor Andor              | költő, író, humorista                                       | 063 | –      |
| január 25. | Lilian Bond              | angol-amerikai színésznő                                    | 083 |        |
| január 25. | Fiorenzo Marini          | olimpiai és világbajnok olasz párbajtőrvívó                 | 076 |        |
| január 25. | Gino Pollini             | olasz építész                                               | 088 |        |
| január 19. | John Russell             | amerikai színész                                            | 070 |        |
| január 17. | V. Olaf                  | norvég király                                               | 087 | –      |
| január 13. | Müller Antal             | római katolikus pap, érseki tanácsos                        | 073 | –      |
| január 11. | Carl David Anderson      | Nobel-díjas kísérleti fizikus                               | 085 |        |
| január 11. | Eva Bosáková             | olimpiai aranyérmes (1960) csehszlovák tornász              | 059 |        |
| január 7.  | Steve Clark              | angol zenész, gitáros (Def Leppard)                         | 030 |        |
| január 7.  | Josef Stroh              | osztrák és német válogatott osztrák labdarúgó, csatár, edző | 077 | –      |
| január 6.  | Antonio Blanco Freijeiro | spanyol régész és történész                                 | 067 |        |
| január 4.  | Richard Maibaum          | amerikai drámaíró, forgatókönyvíró, producer                | 081 |        |
| január 2.  | Renato Rascel            | olasz színész, énekes, táncos                               | 078 |        |